# 義安郡
義安郡（ぎあん-ぐん）は、中国にかつて存在した郡。東晋から隋代にかけて、現在の広東省東部に設置された。

## 概要
413年（義熙9年）、東晋により東官郡が分割されて義安郡が立てられた。義安郡は広州に属した。
南朝宋のとき、義安郡は海陽・綏安・海寧・潮陽・義招の5県を管轄した。
南朝斉のとき、義安郡は綏安・海寧・海陽・義招・潮陽・程郷の6県を管轄した。
南朝梁のとき、東揚州が置かれ、義安郡は東揚州に属した。後に東揚州は瀛州と改められ、義安郡は瀛州に属した。
南朝陳のとき、瀛州は廃止された。
589年（開皇9年）、隋が南朝陳を滅ぼすと、義安郡は廃止されて、潮州に編入された。607年（大業3年）に州が廃止されて郡が置かれると、潮州が義安郡と改称された。義安郡は海陽・程郷・潮陽・海寧・万川の5県を管轄した。
唐が建てられると、義安郡は潮州と改められた。

## 雍州の義安郡
南朝斉のとき、雍州に義安郡が置かれた。この義安郡は郊郷・東里・永明・山都・義寧・西里・義安・南錫・義清の9県を管轄した。